# Lozang Sanggjä
Lozang Sanggjä (tibetsky བློ་བཟང་སེང་གེ་, anglicky Lobsang Sangay, * 1968, Darjeeling, Indie) je bývalý premiér (sikjong) tibetské exilové vlády. Funkci zastával dvě volební období od srpna 2011 do května 2021, kdy jej nahradil Penpa Cchering.

## Životopis
Studoval na univerzitě v Dillí. V roce 1995 získal Fulbrightovo stipendium, a ve studiu práv tak pokračoval na Harvardově univerzitě, kde získal titul LL.M.
Dne 27. dubna 2011 byl Sanggjä zvolen premiérem tibetské exilové vlády, úřadu se ujal 8. srpna téhož roku. Je zastáncem hledání mírového a nenásilného řešení tibetské otázky.
V říjnu 2014 byl hostem pražské konference Forum 2000. Vyzval tehdy Česko, aby neprodávalo své hodnoty za dobré vztahy s Čínou. Deklaraci ČR a Číny z dubna 2014, v níž Česko slíbilo nezpochybňovat územní celistvost Číny a nepodporovat nezávislost Tibetu, označil vzhledem k událostem roku 1968 za ironickou.
5. až 6. března 2019 navštívil Prahu na pozvání pořadatelů festivalu dokumentárních filmů o lidských právech Jeden svět. Na slavnostním zahájení festivalu předal Lozang Sanggjä cenu Homo Homini a informoval o aktuální situaci ohledně lidských práv v Tibetu během rozhovoru pro Český rozhlas. Setkal se rovněž s Parlamentní skupinou přátel Tibetu, složenou z 51 poslanců a senátorů ze všech poslaneckých klubů s výjimkou KSČM a SPD. Lozanga Sanggjäe přivítal 6. března v 17 hodin na Staroměstské radnici také primátor Prahy Zdeněk Hřib.

## Rodina
Sanggjä je ženatý, má jednu dceru.